# Boti García Rodrigo
Pour les articles homonymes, voir Rodrigo García.
María Dolores García Rodrigo, née le 30 mai 1945 à Madrid, plus connue sous le nom de Boti García Rodrigo, est une militante espagnole des droits LGBTI.
Elle préside la Fédération nationale des lesbiennes, gays, trans et bisexuels (es) (FELGTB) de 2012 à 2015. Plus tard, elle est la directrice générale de la Diversité sexuelle et des Droits LGBTI (es) du ministère de l'Égalité entre début 2020 et fin 2023.

## Parcours
Elle est diplômée en philosophie et en lettres de l'Université complutense de Madrid. Elle a enseigné pendant plus d'une décennie, puis elle a été fonctionnaire.
Au milieu des années 1990 elle rejoint le Collectif LGBT de Madrid (COGAM (es)), avant d'en devenir vice-présidente, puis présidente. En 2000, elle intègre la direction de la Fédération nationale des lesbiennes, gays, trans et bisexuels (es) (FELGTB) en tant que responsable de relations institutionnelles. Elle préside ensuite la Fédération de mars 2012 jusqu'en 2015,. Elle fait ensuite partie de son comité consultatif.
À la demande de Gaspar Llamazares, elle est candidate sur la liste de la Gauche unie (IU) pour la Chambre des députés lors des élections générales de 2004, en 6e position dans la Communauté de Madrid, mais n'est pas élue, cette liste n'obtenant que 2 des 35 sièges. La même année, elle représente IU au kiss-in convoqué par la FELGTB devant la cathédrale de l'Almudena auquel participent 300 personnes, pour protester contre l'homophobie et l'intolérance de l’Église catholique et du Parti populaire qui la soutient.
Elle est à nouveau candidate pour IU lors des élections générales de 2008, en 7e position dans la Communauté de Madrid, puis pour Equo lors de celles de 2011 en 5e position dans cette même communauté autonome,,.
En janvier 2020 elle est nommée directrice générale de la Diversité sexuelle et des Droits LGBTI (es) du ministère de l'Égalité, dirigé par la ministre Irene Montero,. Elle prend ses fonctions le 31 janvier.
A ce poste, elle travaille notamment sur la loi pour l'égalité réelle et effective des personnes trans et pour la garantie des droits LGBTI, plus connue sous le nom de loi trans (es), qui est adoptée en février 2023,.
Après la formation du gouvernement Sánchez III, elle est remplacée par Julio del Valle de Íscar.

## Reconnaissances

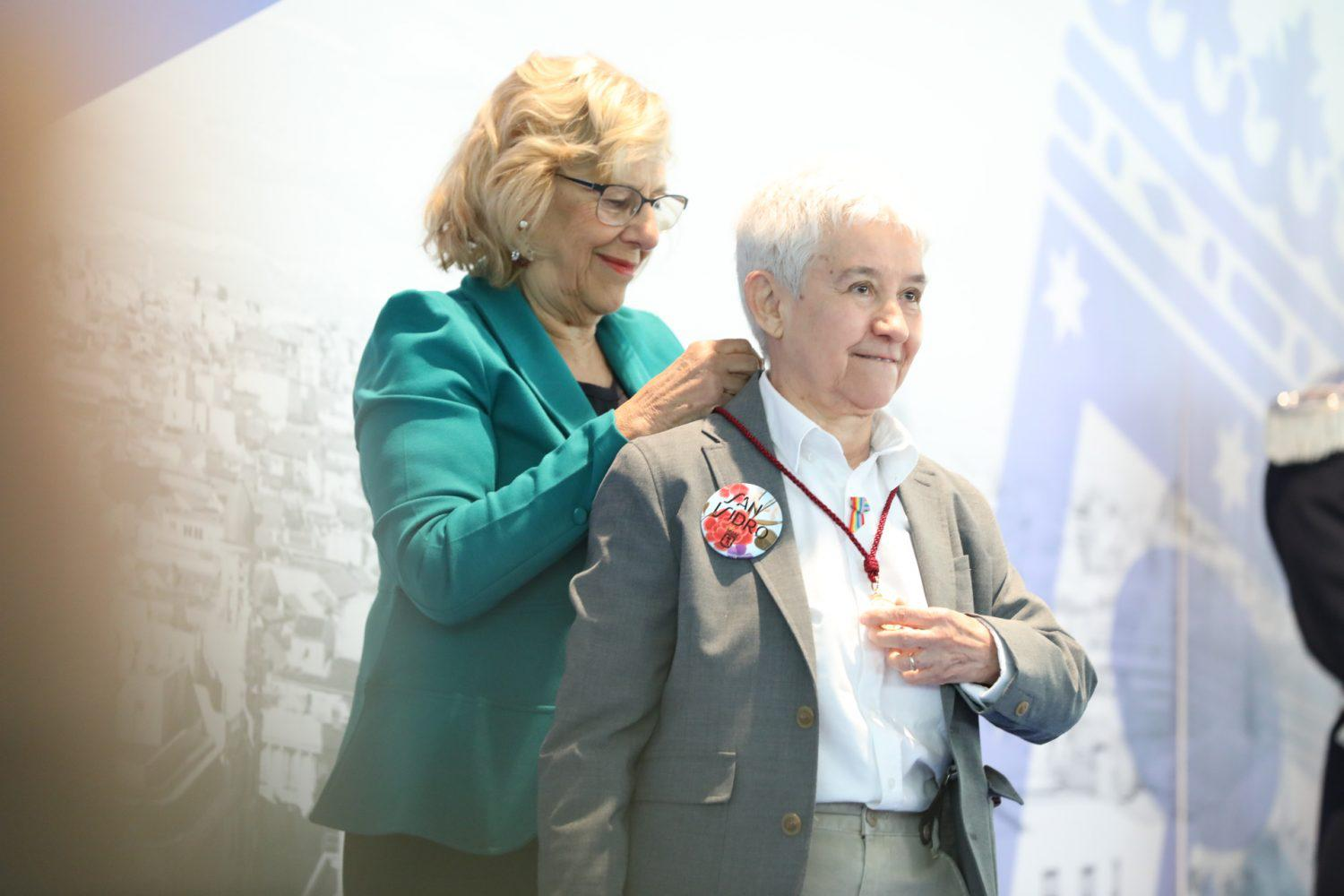
Manuel Carmena remettant la médaille d'or de la ville de Madrid à Boti García Rodrigo.

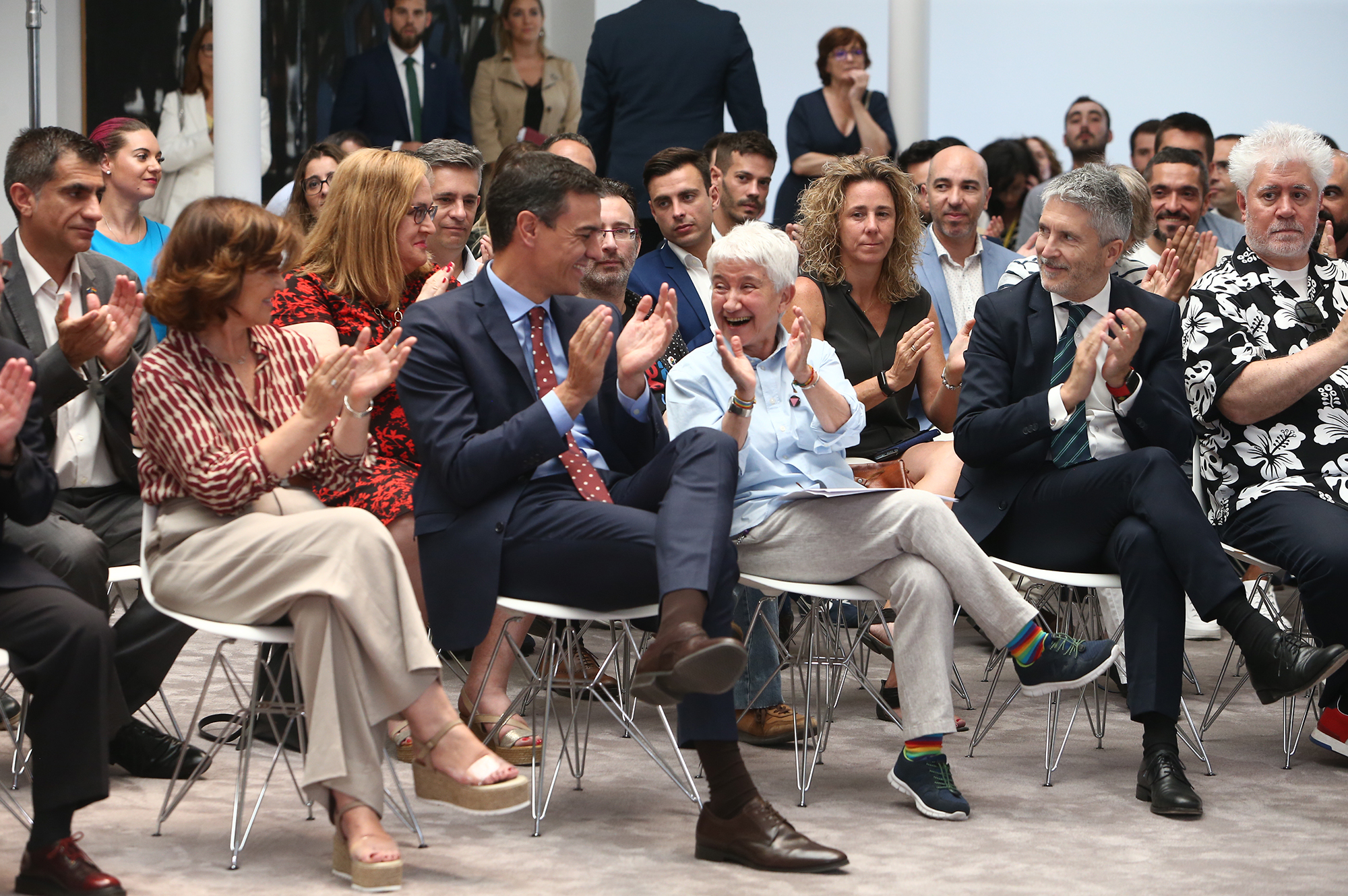
Lors de la et du 50E anniversaire des émeutes de Stonewall, aux côtés du président du gouvernement Pedro Sánchez.

Le 7 avril 2013, lors de la seconde édition des Prix Adriano Antinoo, octroyés par l'association sévillane LGBT du même nom en collaboration avec la Fondation Cajasol, Boti García Rodrigo a été une des sept récipiendaires, en reconnaissance de sa lutte pour l'égalité et la liberté des personnes.
Le 15 mai 2018, lors des festivités de San Isidro, la maire de Madrid, Manuela Carmena, remet à Boti García Rodrigo la médaille d'or de la ville de Madrid comme reconnaissance de sa trajectoire militante de lutte pour les droits du collectif LGBTI,,.
En 2019, elle reçoit le prix national de Volontariat Social.

## Vie personnelle
Après une relation de dix ans, elle se marie avec l'activiste Beatriz Gimeno en décembre 2005, dans un mariage officié par Inés Sabanés (es). Elles sont actuellement divorcées.